# Bem querer
Bem querer è una canzone del cantante brasiliano MC Livinho.

## Vídeo musicale
Il video musicale è un resoconto della vita del cantante, che mostra il rapporto di Livinho con la sua ragazza. Nella clip, il cantante ha la sua relazione indebolita a causa della fama.